# Schafshill
Das Kirchdorf Schafshill ist ein Ortsteil des Marktes Altmannstein im oberbayerischen Landkreis Eichstätt.

## Lage
Der Ort liegt in den hügeligen Anhöhen des südlichen Jura in einem Nebental des Schambachtals.
Die nächste, größere Stadt ist Riedenburg an der Altmühl in gut 6 km Luftlinie; Regensburg ist in östlicher Richtung ca. 70 km, Ingolstadt in südwestlicher 35 km entfernt. München liegt ca. 110 km südlich des Ortes.

## Geschichte
955/80 wird der Ort in einer Urkunde des Klosters St. Emmeram zu Regensburg erstmals urkundlich als „Scafeshuli“ erwähnt. Der Ort war eine der 17 Landschrannen (Gerichtssitz) des Landgerichts Hirschberg. 1136/37, als in Schamhaupten ein Augustiner-Chorherrenstift errichtet wurde, bekam die Neugründung die Pfarrei Schamhaupten mit allem Zubehör, darunter auch Schafshill.
Im Zuge der Gebietsreform wurde der Ort am 1. Januar 1972 in den Markt Altmannstein eingegliedert.
Die Nachsilbe hill leitet sich von einer Hüll ab, das heißt von einem kleinen Gewässer ohne natürlichen Zufluss. Der namensgebende, kleine Dorfteich ist auch heute noch vorhanden.

## Kirche
Die Filialkirche St. Peter und Paul ist eine Nebenkirche von Schamhaupten, Diözese Regensburg. Etwas erhöht am Nordrand des Dorfes inmitten angrenzender bäuerlicher Anwesen liegend, wurde sie im 14. Jahrhundert errichtet. Sie ist ein frühgotischer Bau mit Kreuzgewölbe im Chor mit zwei einfachen Profil- und zwei figürlichen Konsolen. Der Turm mit Achteck über Viereck und Zwiebelkuppel steht im Westen der Kirche und wurde wohl 1811 erbaut. Die beiden Altäre entstanden um 1720; im Schrein des Seitenaltars (rechts) steht eine Figur des heiligen Jakobus. In der Sakristei befindet sich ein gotisches Sakramentshäuschen. Im Turm befinden sich drei Glocken der Fa. Hahn Landshut/Wien.

## Struktur
Der circa 100 Einwohner zählende Ort ist land- und forstwirtschaftlich geprägt. 1983 gab es hier fünf landwirtschaftliche Vollerwerbsbetrieb und ein Nebenerwerbsbetrieb.

## Vereine
Freiwillige Feuerwehr und Schützenverein „St. Sebastian“